# Kortteenspoorkoekoek
De kortteenspoorkoekoek (Centropus rectunguis) is een vogel uit de familie Cuculidae (koekoeken).

## Verspreiding en leefgebied
Deze soort komt voor in Maleisië, Sumatra en Borneo.

## Status
De grootte van de populatie wordt geschat op 10-20 duizend volwassen vogels. Op de Rode lijst van de IUCN heeft deze soort de status kwetsbaar.  